# Hospital de Mérida (España)
El Hospital de Mérida es un centro hospitalario de titularidad pública situado en la ciudad española de Mérida. Está administrado por el Servicio Extremeño de Salud, dependiente de la Consejería de Sanidad y Políticas Sociales. Es uno de los hospitales más importantes de Extremadura.
En el año 2015, según el índice de excelencia hospitalaria elaborado por el Instituto Coordenadas de Gobernanza y Economía Aplicada, fue calificado como mejor hospital de Extremadura atendiendo a la «calidad asistencial, servicio hospitalario, bienestar y satisfacción del paciente, capacidad innovadora, atención personalizada y eficiencia de recursos».
Hasta que en el año 2017 fue superado por el Hospital Universitario de Badajoz, situándose este como mejor centro hospitalario de Extremadura y quedando el de Mérida en tercer lugar por detrás del mencionado y del Hospital Nuestra Señora de la Montaña de Cáceres.